# Direct Provision

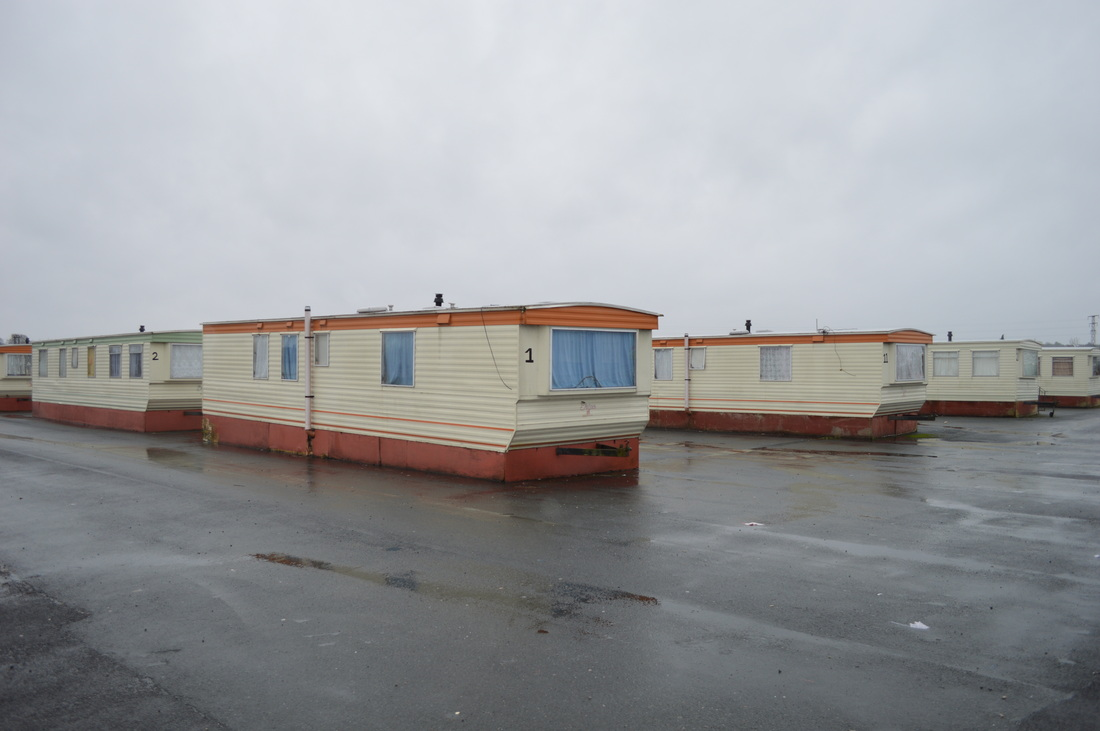
Un centro Direct Provision a Lissywollen, Athlone, nel 2013 - uno dei 34 centri in Irlanda.

Direct Provision (in irlandese Soláthar Díreach) è un sistema di alloggio per richiedenti asilo utilizzato nella Repubblica d'Irlanda. Il sistema è stato criticato dalle organizzazioni per i diritti umani come illegale, disumano e degradante, mentre i sostenitori sostengono che garantisce che i richiedenti asilo siano ospitati e curati, in conformità con il diritto internazionale. Il sistema, gestito dalla Reception and Integration Agency (RIA) del Department of Justice and Equality, offre ai residenti richiedenti asilo un alloggio gratuito e un'indennità. I richiedenti asilo hanno di solito diritto a cure mediche finanziate dallo Stato e i bambini hanno pieno accesso tradizionale al sistema educativo.

## Storia
La Direct Provision è stata inizialmente introdotta come misura di emergenza nel 1999. Nel 2002 c'erano quasi 12.000 domande di asilo. All'inizio del 2014, c'erano 4.360 persone in regime di Direct Provision, con oltre 3.000 persone che erano nel sistema da due o più anni. Allo stesso tempo, c'erano più di 1.600 persone che hanno trascorso cinque o più anni.
Entro la fine di dicembre 2017, 5.096 uomini, donne e bambini, tra cui 801 famiglie, vivevano nei 34 centri di Direct Provision in 17 contee in Irlanda.

## Preoccupazioni per i diritti umani
Il tempo trascorso dalle persone nella fornitura diretta è stato criticato dai sostenitori dei diritti umani, con la Irish Human Rights and Equality Commission che definisce i ritardi affrontati dai richiedenti asilo come "sistemici e dannosi".
Geoffrey Shannon, relatore speciale del governo irlandese per la protezione dei minori, l'ha definita "povertà istituzionalizzata". A partire da marzo 2019 gli adulti ricevono € 38,80 a settimana e i bambini € 29,80. Alcuni centri hanno attrezzature per cucinare, ma la maggior parte ha sale da pranzo in stile mensa. Questi sono stati criticati sia per la qualità del cibo, sia per l'atteggiamento dei lavoratori della mensa quando si tratta di soddisfare esigenze dietetiche specifiche. Molti richiedenti asilo sono stati mandati qui da soli mentre alcuni sono nati nella vita di previdenza diretta e questo è tutto ciò che hanno mai conosciuto. Nel giugno 2014, ci sono stati più di 1.000 casi di asilo in attesa di essere ascoltati nella Corte Suprema. L'Irish Refugee Council ha riferito che i giovani che vivono nei centri di fornitura diretta sono più inclini alla depressione e al suicidio e, nel caso di tre giovani in particolare, di età compresa tra 11 e 17 anni, hanno dichiarato "per motivi diversi, che questi tre giovani hanno tutti espresso l'opinione di non poter trovare uno scopo nella vita".
Secondo le risposte ai dibattiti parlamentari e alla RIA, la maggior parte degli adulti in Provisioning diretto ha avuto le domande di asilo iniziali respinte e lo stanno facendo appello o stanno cercando di rimanere in Irlanda secondo altri criteri.